# Ashlockaria sobria
Ashlockaria sobria är en insektsart som först beskrevs av Philip Reese Uhler 1894.  Ashlockaria sobria ingår i släktet Ashlockaria och familjen Rhyparochromidae. Inga underarter finns listade i Catalogue of Life.